# Хозидий
Хозидий е римски род от последния век на Републиката и през имперския период. Най-известният представител на рода, Гней Хозидийй Гена, става консул през 47 г.
(род Hosidius или Hosidia) е име на:
- Гней Хозидий Гета, римски военачалник, суфектконсул 47 г.
- Хозидия Гета, дъщеря на предния, съпруга на Марк Виторий Марцел
- Гай Виторий Хозидий Гета, син на Хозидия Гета, арвалски брат
- Хозидий Гета, поет от 2/3 век